# Rodulfo Manzo
Rodulfo Manzo Audante, né le 5 juin 1949 à San Vicente de Cañete au Pérou, est un footballeur international péruvien qui évoluait au poste de défenseur.

## Biographie

### Carrière en club
Rodulfo Manzo évolue dans quatre pays différents (Pérou, Argentine, Équateur et Venezuela), mais il n'est sacré qu'à une seule reprise, lorsqu'il remporte le championnat du Pérou au sein du Defensor Lima en 1973,.

### Carrière en équipe nationale
Rodulfo Manzo joue 22 matchs en équipe du Pérou, sans inscrire de but, entre le 29 mars 1972 et le 21 juin 1978. Il figure notamment dans le groupe des sélectionnés par Marcos Calderón à la Coupe du monde de 1978. 
Lors du Mondial organisé en Argentine, il prend part aux six matchs disputés par son équipe qui se hisse au 2d tour de la compétition. Défenseur central de l'équipe péruvienne qui encaisse six buts lors du dernier match face à l'Argentine, le 21 juin 1978, son nom est toujours source de polémique au Pérou dans la mesure où Manzo a signé pour le Vélez Sarsfield quelques mois seulement après la Coupe du monde et a donc souvent été accusé de s'être vendu aux Argentins. Il s'en est toujours défendu avec véhémence.

## Palmarès
| Defensor Lima - Championnat du Pérou (1) : - Champion : 1973. |  | Deportivo Municipal - Championnat du Pérou : - Vice-champion : 1981. |  | Vélez Sarsfield - Championnat d'Argentine : - Vice-champion : 1979 (Metropolitano). |